# Scowlitz
Scowlits (Scowlitz), jedna od plemenskih skupina Stalo Indijanaca koji su živjeli u istoimenom naselju na ušću rijeke Harrison u kanadskoj provinciji Britanska Kolumbija.
Scowlits, danas kao Scowlitz ili Scowlitz First Nation, žive na rezervatima Pekw'xe:Yles (Peckquaylis), Scowlitz 1, Squawkum Creek 3 i Williams 2. Populacija 2004. iznosila je 235
Scowlitsi govore jezikom Hul’q’umi’num’, odnosno dijalektom Halq'eméylem.